# Doryctorgilus morvanae
Doryctorgilus morvanae är en stekelart som beskrevs av Braet och Van Achterberg 2003. Doryctorgilus morvanae ingår i släktet Doryctorgilus och familjen bracksteklar. Inga underarter finns listade i Catalogue of Life.